# モンテ・エミリウス
モンテ・エミリウス（伊: Monte Emilius）は、イタリア北西部のグライエアルプス山脈にある山。
1826年、登山家のGeorges Carrelが初登頂した。

## 山小屋
- アルボッレの山小屋 (Rifugio Arbolle) (2,507m)